# Публий Попиллий Ленат (консул)
Пу́блий Попи́ллий Ленат (лат.  Publius Popillius Laenas; II век до н. э.) — римский политический деятель из плебейского рода Попиллиев, консул 132 года до н. э. Один из противников братьев Гракхов.

## Происхождение
Первые упоминания о плебейском роде Попиллиев появляются в источниках в 360-е годы до н. э., сразу после принятия законов Лициния—Секстия, благодаря которым плебеи получили доступ к консулату. Когномен «Ленат» (Laenas), типичный для Попиллиев, иногда встречается и у представителей других родов; согласно Цицерону, это родовое прозвище происходит от слова laena, обозначавшего мантию фламина, но антиковед Фридрих Мюнцер предположил, что это скорее номен нелатинского (возможно, этрусского) происхождения, который в Риме превратился в когномен.
Публий Попиллий был сыном Гая Попиллия Лената, консула 172 и 158 годов до н. э.. У него был старший брат Гай, претор в 133 году до н. э., безуспешно претендовавший на консулат 130 года.

## Биография
Исходя из даты консулата и требований Закона Виллия, Публий Попиллий должен был не позже 135 года до н. э. занимать должность претора. Благодаря одной надписи известно, что он управлял Сицилией и вернул 917 беглых рабов их хозяевам. В последующие годы Ленат стал убеждённым противником Тиберия Семпрония Гракха, выдвинувшего программу преобразований. В связи с этим Мюнцер предположил, что своим избранием в консулы на 132 год до н. э. Публий Попиллий был обязан Публию Корнелию Сципиону Эмилиану, тоже оппоненту Гракха. Г. Фолькманн считает эту гипотезу бездоказательной.
Ленат стал консулом вместе с Публием Рупилием. С его деятельностью на этом посту источники связывают строительство Via Popilia — дороги, соединившей Капую с Регием. Ещё одна дорога, построенная Ленатом, связала Ариминум с Атрией. Другой отрезок дороги, Via Popilia—Annia (ит.), продолжил Фламиниеву дорогу от Ариминума вокруг северного побережья Адриатического моря до Аквилеи. Кроме того, Публий Попиллий занялся выделением из ager publicus земельных участков для мелких собственников; по его собственным словам, он первым превратил в пашню общественные земли, до того бывшие всего лишь пастбищами. В Италии появились два поселения, носившие его имя, Форум Попиллия: одно на юге, в Лукании, другое на севере, на Via Aemilia.
В том же году (132 до н. э.) сенат сформировал специальную комиссию для расследования деятельности Тиберия Семпрония Гракха, убитого ранее, и наказания его сторонников. Возглавили работу этой комиссии консулы, которые проявили крайнюю жестокость, приговорив многих к смерти или изгнанию, и стали объектами почти всеобщей ненависти. Позже это использовал брат погибшего Гай Семпроний Гракх: добившись трибуната в 123 году до н. э., он провёл закон, позволявший народному собранию судить должностное лицо, изгнавшее гражданина без суда. Этот закон был направлен в первую очередь против Публия Попиллия. Согласно Плутарху, Ленат бежал из Италии, не дожидаясь формального осуждения. С другой стороны, Веллей Патеркул упоминает судебный процесс, в ходе которого Публий Попиллий стал жертвой народной ненависти. В историографии отсюда делают вывод, что Ленат был формально осуждён.
Марк Туллий Цицерон упоминает некоего Квинта Попиллия, который удалился в изгнание в Нуцерию. Исследователи предполагают, что здесь закралась ошибка: имеется в виду Публий Попиллий. Возвращение изгнанника стало важной задачей для его родственников, и Гаю Гракху пришлось даже выступить против в специальной речи — oratio in P. Popilium et matronas. В 121 году до н. э. Гракх погиб, и народный трибун Луций Кальпурний Бестия добился принятия специального закона о возвращении Лената.
У Публия Попиллия было трое сыновей: Публий, Гай и Квинт. Первый и третий упоминаются только в одной надписи. Гай был легатом в 107 году до н. э.